# With Taft in Panama
With Taft in Panama è un cortometraggio muto del 1909. Il nome del regista non viene riportato nei credit.

## Produzione
Il film fu prodotto dalla Selig Polyscope Company

## Distribuzione
Distribuito dalla Selig Polyscope Company, il film uscì nelle sale cinematografiche statunitensi il 2 marzo 1909.